# Самборский молочный завод
Самборский молочный завод — предприятие пищевой промышленности в городе Самбор Львовской области Украины.

## История
Маслодельный завод в райцентре Самбор Самборского района Дрогобычской области УССР был создан после окончания Великой Отечественной войны.
В дальнейшем, ассортимент выпускаемой заводом продукции был расширен (в частности, было освоено производство сыра, который стал основной продукцией завода).
В целом, в советское время завод входил в число крупнейших предприятий города.
После провозглашения независимости Украины завод перешёл в ведение министерства сельского хозяйства и продовольствия Украины и был переименован в Самборский молочный завод.
В мае 1995 года Кабинет министров Украины утвердил решение о приватизации завода. В дальнейшем, государственное предприятие было преобразовано в открытое акционерное общество, а позднее — реорганизовано в общество с ограниченной ответственностью.

## Деятельность
Предприятие занимается переработкой коровьего молока и изготовлением пастеризованного питьевого молока, сливочного масла и сыров. Основной продукцией завода являются твёрдые сычужные сыры.